# Mannholz (Alfdorf)
Mannholz (früher auch Manholz) ist ein Weiler im Gemeindeteil Pfahlbronn von Alfdorf im Rems-Murr-Kreis. Der kleine Ort liegt im Naturpark Schwäbisch-Fränkischer Wald.

## Beschreibung
Mannholz steht im Welzheimer Wald auf einer Höhe von etwa 515–535 m ü. NHN am linken Oberhang des Tals des Eisenbachs, der südwärts zur oberen Lein fließt. Jenseits eines Weichbildes von Obstwiesen liegen Äcker und Wiesen. Die Kreisstraße K 1833 von Pfahlbronn und Höldis im Süden führt über Mannholz nach Burgholz im Norden und weiter nach Welzheim im Westnordwesten.
Mannholz hat etwa 50 Einwohner vorwiegend evangelischer Konfession, die in der evangelischen Kirchengemeinde Welzheim eingepfarrt sind. Im Ort dominiert die Landwirtschaft, so gibt es u. a. zwei Schnapsbrennereien.
Bis 1972 gehörte Mannholz zur damals noch selbständigen Gemeinde Pfahlbronn und kam dann im Zuge der Gemeindereform zusammen mit dieser und der Gemeinde Vordersteinenberg zu Alfdorf.
Der Mühlenwanderweg führt auf seiner Etappe von der nahen Meuschenmühle am Eisenbach zur Voggenbergmühle an der Rot durch den Weiler.

### Einwohnerentwicklung
- 1847: 107 Einwohner[1]

## Regelmäßige Veranstaltungen
- Maibaumaufstellen (jeweils am 30. April)
- Mannholzer Festtage (Pfingsten, Freitag–Sonntag)